# LAヴァイス
『LAヴァイス』 （エルエーヴァイス、Inherent Vice）は、トマス・ピンチョンの長編小説。2009年発表。探偵小説風の物語で、1970年当時の様々なポップカルチャーへの言及が多数ある。
2014年、ポール・トーマス・アンダーソン監督によって映画化された。

## タイトル
原題の「inherent vice」は、保険用語で「固有の瑕疵」という意味。例えば疲労亀裂などで保険対象物が破損した場合、それは対象に元々の性質として備わっている欠陥であると見做され、保険会社は保険金の支払いを拒否することができる。本文中では「LAを船に見立てて、その海上保険契約を書くとしたら、地震源のサンアンドレアス断層は、その船に『固有の瑕疵』ということなる」と触れられている。
同じ言葉はポストモダン作家ウィリアム・ギャディスの小説『認識』にも出てくる。

## 評価
『LAヴァイス』は批評家たちの間で大体において好評であった。
『ニューヨーク・タイムズ』のミチコ・カクタニはこの小説を「軽いピンチョン」と表現し、「ロス市警に反抗する人の良いジャンキー探偵の物語は、ピンチョン特有の形而上や政治的なパラノイアよりも多く大量のマリファナ喫煙が登場する」といった。
『ニューヨーカー』のルイ・メナンドはこの小説を「普通の陽気な出来事」といい、しかしカリフォルニアのカウンターカルチャーが自由と遊びを失い、抑圧と吸収の力を隠していることを示す予言的な感触があるといった。
痛烈な批判では、『ニューヨーク・マガジン』においてサム・アンダーソンが「中心となるものも興奮するものもない。ピンチョンの狂ったエネルギーはまるで使い道のない発明品のようだ」と書いた。

## プロット
舞台は1969年の冬から1970年の夏にかけてのロサンゼルスで、当時の時事として終始マンソンファミリーの逮捕や裁判について触れられている。
探偵で《ポットヘッド(マリファナ常用者)》のラリー《ドク》スポーテッロは元恋人で今は不動産業界の有力者ミッキー・ウルフマンと交際しているシャスタ・フェイ・ヘップワースの訪問を受ける。シャスタによると、ミッキーの妻スローンとその恋人であるリグズ・ワーブリングはミッキーを精神病院に入れる計画をしているらしく、シャスタはミッキーを助けるよう頼むのだ。
しばらくしてドクを訪問してきたタリク・カーライルなる男が、ミッキーのガードマンであるグレン・チャーロックの居所を探して欲しいと頼む。タリクは刑務所に収監されていたころ、グレンに金を貸しているらしい。
ドクはミッキーの開発土地を訪れるが襲われて気絶する。目が覚めると彼はLAPDの天敵クリスチャン・《ビッグフット》・ビョルンセン警部に尋問され、ドクはビッグフットからグレンが何者かに射殺され、ミッキーが失踪したことをきかされる。その後ドクのもとに故コーイ・ハーリンゲンというミュージシャンの未亡人ホープ・ハリンゲンが訪れる。彼女はドクにコーイが生きているらしいという噂の調査を依頼する。
ドクはナイトクラブでコーイを発見する。調査するうちにコーイはドクに「ゴールデン・ファング(黄金の牙)」という帆船が怪しいものを輸入していて、そこにミッキーとシャスタが乗り込んだという噂を語る。コーイはスパイ兼エージェントとして働いていて家族とコンタクトを取ることを許されていないのだった。コーイ曰く、グレンが殺された日にパック・ビーヴァートンというガードマンがグレンと交替させられており、ミッキーは自身の無慈悲な実業活動に終止符を打つ計画のために働いていたらしい。
ドクはジャポニカ・フェンウェイという裕福な家庭の不良少女と会った場所でゴールデン・ファング社の本部へ訪問のための金を出す。ジャポニカはクリスキロドン研究所という精神病院に居ることを明かす。ドクは研究所を訪れると、コーイ・ハーリンゲンに再会する。コーイはミッキーが何者かに捕まえられたと推測している。さらにグレン・チャーロックへの襲撃はロス市警のために「汚れた仕事」をするという自警団によって行われたらしい。さらにドクはパック・ビーヴァートンと悪名高い高利貸しエイドリアン・プルシアの関係に気づく。トリリウム・フォートナイトというパックの仲間を訪れた後、ドクはパックとトリリウムの共通のパートナーであるエイナーを探しにラスベガスへ向かう。
ベガスでドクはキズミットラウンジのマネージャーのファビアン・ファッゾと賭博をし、ミッキーが自身の失踪を偽装しようとはしていなかったという方に賭ける。そしてドクは連邦組織の建物でミッキーを見たと確信し、その後ミッキーが砂漠に慈善住宅の開発計画をしていたことをきく。ドクはその場所を訪れ、この住宅計画の建築家リグズ・ワーブリングに出会う。彼はミッキーが《再プログラム》され、計画が白紙になり、建物も壊されることを恐れている。
ロサンゼルスに戻ったドクはビッグフットの元パートナー、ヴィンセント・インデリカートとパック・ビーヴァートンが仇敵だったことを知る。エイドリアン・プルシアは非公式に警察のために働く殺し屋であり、事実上法を免れている。彼はパックに雇われ、ヴィンセントを殺したのだった。ドクはエイドリアンを訪れ、彼はゴールデン・ファング組織の影に隠れているという。パックはグレンが黒人マフィアから武器を提供されていたので処刑されたと主張しているらしい。ドクは拘束され致死量に近いドラッグを服用させられたが、逃げ出してパックとエイドリアンを殺害した。ビッグフットはどうもヴィンセントの死についてドクに調べさせる目論見があったようで、彼はドクを救い出して、盗まれた大量のヘロインをドクに渡した。
ドクはドラッグを隠すために任務を変更し、ゴールデン・ファングの仲介者クロッカー・フェンウェイ(ジャポニカの父)とコンタクトを取る。 ドクは依頼を整理する。コーイは任務から解放され家族の元に帰ることを許された。任務はとって変わって、ドクと弁護士のサンチョはゴールデン・ファングの帆船が港を出たことを耳にする。ゴールデン・ファングを追う沿岸警備隊は船が目的であったが、巨大な波がやってきたあとに船が乗り捨てられているのを発見する。サンチョとドクは警察に取られた帆船の権利を主張することに決めた。
物語の最後、ドクはファビアン・ファッゾからミッキーの賭けのことで大金を受け取る。ドクはコーイがホープと娘のアメジストと元どおりになったことを知る。